# Disseny de nivells
El disseny de nivells o disseny d'escenaris és una creació de nivells, locals, rondes o missions per un videojoc. Es realitza amb eines de disseny especials, un programari creat amb el propòsit de construir nivells, no obstant alguns videojocs solen incloure eines d'edició.

## Història

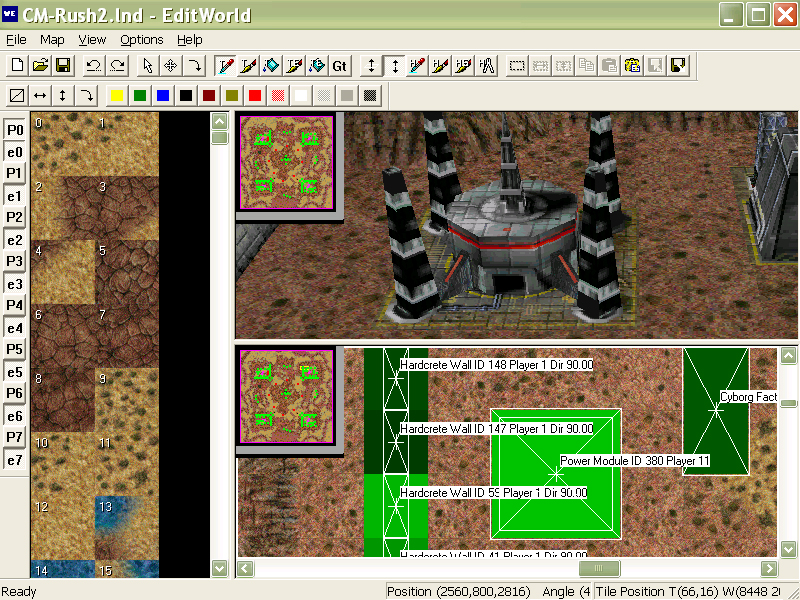
L'editor de nivells del Warzone 2100.

En l'era dels primers videojocs, un sol programador podia crear els mapes i interfícies d'un videojoc, i no existia una disciplina o professió dedicada exclusivament al disseny de nivells.
Els primers jocs oferien sovint un sistema de nivells de dificultat ascendent a diferència de la progressió en l'argument dels videojocs actuals.
El primer gènere de videojoc que cal una quantitat significativa de temps a les àrees de disseny van ser videojocs basats en text, com els MUDs. Sovint, els usuaris se'ls va promoure la creació de nous camins, noves sales, nous equips i noves accions, sovint utilitzant la mateixa interfície del joc. El ZZT (1991) és un altre joc primitiu d'aquest tipus que destaca per la seva facilitat d'accés i assignació d'activació d'esdeveniments/scripting.
Un dels primers videojocs on s'havia desenvolupat amb una persona amb treball exclusivament per al disseny dels nivells va ser el Lode Runner de 1983, que va ser també un dels primers títols amb un editor de nivells.
El Doom (1993) i Doom II (1994) van ser dos dels primers videojocs que van atreure l'activitat de la modificació de videojocs, i molts fitxers de nivells WAD van ser realitzats en aquest aspecte. Una de les raons va ser una clara separació entre els arxius de nivell i el motor del videojoc. El Half-Life, el Quake 3 i molts altres videojocs tenien importants eines d'edició de mapes i comunitats especialitzades en el contingut generat per usuaris.
En alguns videojocs, com ara els roguelikes, els nivells es generaven amb procediment. En aquests casos, el programador original del videojoc controla les variacions de les sales i túnels que es formen, retocant els algoritmes aleatoris.